# Nicarete pallidulus
Nicarete pallidulus là một loài bọ cánh cứng trong họ Cerambycidae.